# Antoni Pérez i Moya
Antoni Pérez i Moya (València, 13 de juny del 1884 - Barcelona, 3 de març del 1964) va ser un músic, compositor i director coral català.
Després de la seva formació a l’escolania de la basílica de la Mercè va ser nomenat organista d’aquesta mateixa basílica. Posteriorment va iniciar la seva carrera dintre del món coral, dirigint nombroses agrupacions cantaires i diversos projectes de projecció social.
Compta amb una gran -i guardonada- producció musical, on trobem peces de música religiosa però també harmonitzacions corals de música tradicional, entre d'altres.

## Infantesa i primers anys de carrera
Als cinc anys d’edat es va traslladar a Barcelona amb la seva família, i als dotze va ser admès com a cantor a l’escolania de la basílica de la Mercè. A l’escolania es va formar musicalment sota la direcció del mestre Frígola i de Joaquim Cassadó. L’any 1902 va ser nomenat mestre de l’escolania i organista de la basílica. Dos anys més tard, al 1904, va ser nomenat director de l’Schola Cantorum de Sant Miquel, una de les agrupacions corals més antigues de Catalunya, iniciant així el seu contacte amb el món coral. Va mantindre el seu càrrec com a director de l’Schola fins l’any 1936.
Quan Lluís Millet va ser nomenat mestre de capella de la basílica de la Mercè, Antoni Pérez va continuar desenvolupant les seves tasques com a professor i organista. Va mantindre una estreta relació amb Millet, qui li va obrir les portes a noves perspectives musicals i personals, i de qui va heretar la concepció del cant coral.

## Antoni Pérez i el món coral
A més de dirigir l’Schola Cantorum de Sant Miquel, Antoni Pérez va estar al capdavant de nombrosos projectes de projecció social. Va ser director de la coral de reclusos de la Presó Cel·lular de Barcelona, formada per més d’un centenar de persones en presó preventiva. També va dirigir les corals de l’asil Duran, un reformatori benèfic per nois la finalitat del qual era la completa reinserció social.
Al llarg de la seva carrera, Pérez va compaginar portar les batutes de nombroses agrupacions corals, com ara l'Orfeó Montserratí de Gràcia (1920-36), l'Orfeó de Sants (1926-55), l'Orfeó del Centre Catòlic de Sant Vicenç dels Horts (1939), l'Schola Cantorum Universitaria Barcinonensis -de la Universitat de Barcelona-(1945) i l'Orfeó de l’Empar de Santa Llúcia -format per dones joves invidents- (1947).
La seva obra té una clara estreta relació amb els seus diversos càrrecs de director coral i mestre de capella. El seu repertori es centra en música coral, amb nombroses harmonitzacions de cançons populars i tradicionals i una producció original considerable.
A més, a les seves composicions trobem molta música religiosa litúrgica i paralitúrgica. Les seves composicions van ser freqüentment premiades a les Festes de la Música Catalana promogudes per l'Orfeó Català (1908, 1911, 1917, 1920, 1922), a la Festa de la Poesia i de la Música de l'Orfeó Gracienc (1917, 1920), als Jochs Florals de Girona i al Certamen Sardanista de l’Ateneu Arenyenc (1923).
L’obra d’Antoni Pérez correspon als postulats de l’anomenada “escola de l'Orfeó Català”. Des dels temps de Lluís Millet ha ocupat una part important a la programació de la majoria d’agrupacions corals catalanes, inclòs l'Orfeó Català. La seva presència als programes s'ha mantingut per la seva destacable harmonització de cançons populars. La seva versió d'El rossinyol és una de les cançons tradicionals més cantades per les corals catalanes. La seva obra és bàsicament funcional: no inclou enormes innovacions estètiques ni introdueix concepcions formals ambicioses. Els seus treballs destaquen l’harmonia latent a l’element melòdic d’una peça. El resultat d’aquestes harmonitzacions mai deixen indiferent gràcies als seus coneixements de l’escriptura coral. A mes, les seves peces estaven adaptades al grau de dificultat que els intèrprets d’aquestes serien capaços d’assolir.
A la seva producció trobem música original de caràcter popular, com ara les seves sardanes corals amb acompanyament de cobla. Algunes d’elles, com Marinada, Dintre el bosc i A Montserrat han assolit una enorme popularitat.
Al seu catàleg també trobem una porció important de música religiosa. Destaca una col·lecció de 54 Salve regina sobre la Letanía Lauretana, un conjunt de motets amb text llatí de gran intensitat religiosa. L’estil d’aquests motets és majoritàriament homofònic, amb certes inclusions contrapuntístiques. Trobem també nombrosos cants religiosos de caràcter popular, himnes i cants eucarístics.

## Obra

### Sardanes corals
- A Montserrat, 4V, cobla
- Dintre el bosc, 4V, cobla
- El ram santjoanenc, 4V, cobla
- La donzella i la cançó, 4V
- La festa major de Vilaxica, 4V, cobla
- Marinada, 4V, cobla

### Sardanes per cobla
- Joana; L’Eulàlia i en Vicenç;
- La filla del marxant
- Laieta
- Magdaleneta
- Mar encantada
- Maria Assumpta
- Or i flama
- Pepeta
- Plany
- Retorn
- Riallera
- Sóc de Sants

### Cançons originals
- A Betlem
- Abril
- Aubada
- Balada de Nadal
- Brindis
- Campanetes de Nadal
- Cançó de l’amor que passa
- Cançó de la xaxadora
- Cançó dels invadits
- Cançó dels pastors
- Cant dels joves
- Cant primaverenc
- Cigaloset
- Dalt del cel
- Deixeu o bons pastors
- El camí de Siena
- El camí que va a Betlem
- En l’enterro d’un nin
- Ha passat volant
- Himne als vells
- Infern
- Ja és nat! Ja l’estrella vespertina
- Jesús al temple
- L’arbret florit
- L’estol cantaire
- L’infant i la mare
- La cançó del bon pres
- La dansa dels pastors
- Les hores de la Passió
- Maig
- Matinal
- Missatge
- Nadal arriba
- Oh la nit de meravella
- Pastorella
- Pel camí d’anar a Betlem
- Que xiuli!
- Quin fred!
- Salutació a la pàtria
- Sant Josep
- Tinc enveja del matí
- Valldoreix

### Cànons i harmonitzacions fàcils
- Capvespre de tardor
- Correu cuiteu
- El ball dels ocells
- El lli
- Els macarrons
- Els vaixells de Stienkarasi
- La minyoneta
- Les noces de la pussa
- Llarg camí
- Prop de casa nostra
- S'obren les flors

### Música religiosa
- 56 Salve Regina sobre la Letanía Lauretana, Mot
- Càntic a Santa Cecília, Mot
- Cibavit eos, Mot
- De profundis, Mot
- Jesús en crea, Mot
- Misa de rèquiem, 3V, org
- Missa a la Mare de Déu de la Mercè, 4V, Orq
- Missa a Sant Benet, 2V, org
- Missa de Setmana Santa, 3V
- Motetes eucarísticos
- Motetes marianos
- Passió segons Sant Joan, 3V
- Passió segons Sant Mateu, 3V
- Regina caeli laetare, Mot
- Salm 150, 4V, Orq.